# 라로마나 (스페인)

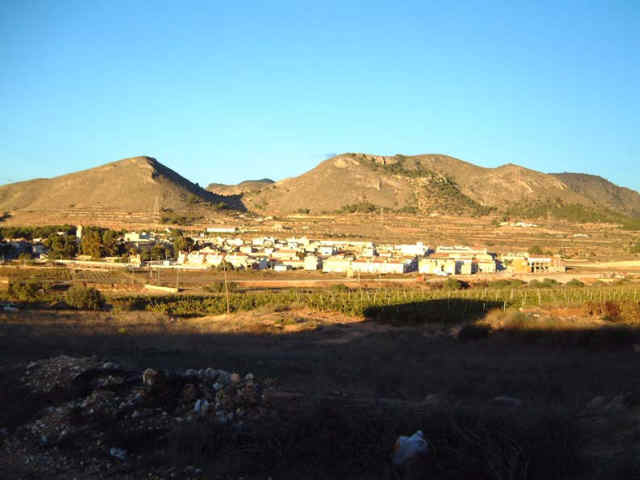
라로마나

라로마나(스페인어: La Romana)는 스페인 발렌시아 지방 알리칸테 주에 위치한 도시로 면적은 43.3km2, 높이는 480m, 인구는 2,576명(2009년 기준), 인구 밀도는 59명/km2이다.